# Ancerville (Moselle)

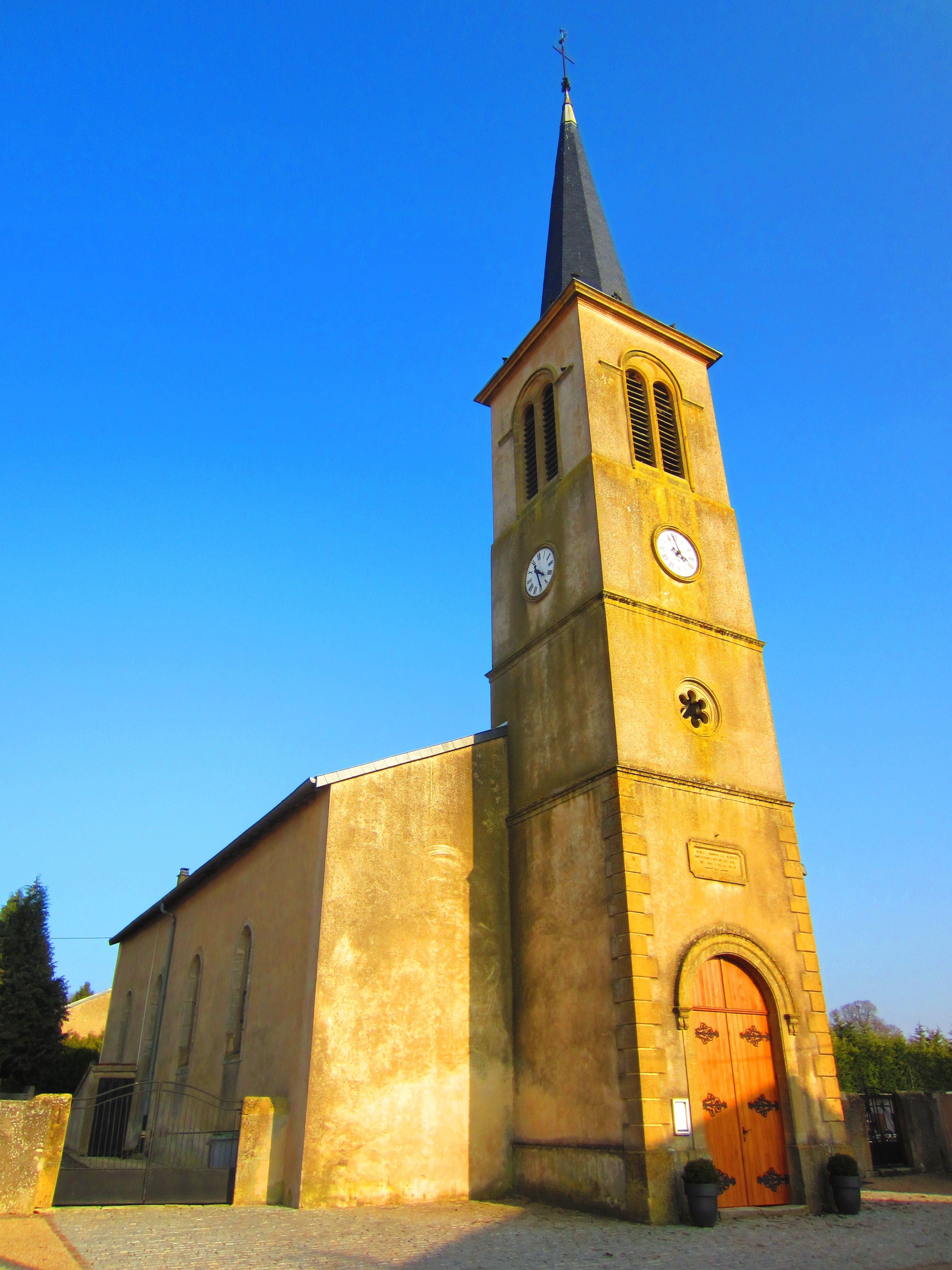
Kirche St. Michel

Ancerville  (deutsch Anserweiler, von 1940 bis 1944 Answeiler)  ist eine französische Gemeinde mit 299 Einwohnern (Stand 1. Januar 2022) im Département Moselle in der Region Grand Est (bis 2015 Lothringen). Sie gehört zum Arrondissement Metz.

## Geographie
Die Ortschaft liegt in Lothringen, 18 Kilometer südöstlich von Metz am rechten Ufer  der Nied auf einer Höhe zwischen 202 und 314 m über dem Meer. Das Gemeindegebiet umfasst 5,21 km².

## Geschichte
Der Ort wurde 1229 erwähnt, als der Dekan von St. Thiébault einen Streit zwischen dem Herrn von Anserweiler und dem Konvent der Abtei Sankt Arnulf in Metz schlichtete. Die Ortschaft gehörte zum Bistum Metz und hatte ein festes Schloss, in das Metz eine Garnison legte, um das Land vor Überfällen der Lothringer zu schützen.
Die Kirche des Orts, deren Gründung in die Übergangszeit vom 12. zum 13. Jahrhundert fällt, war einst vom Malteserorden abhängig.
Durch den Frankfurter Frieden vom 10. Mai 1871 kam die Region an das deutsche Reichsland Elsaß-Lothringen, und das Dorf wurde dem Landkreis Metz im Bezirk Lothringen zugeordnet. Die Dorfbewohner betrieben Getreidebau und Viehzucht. Auf der Gemarkung des Dorfs gab es eine Mühle und einen Gipsbruch. Die Überreste des Schlosses wurden als Wohnungen genutzt.
Nach dem Ersten Weltkrieg musste die Region aufgrund der Bestimmungen des Versailler Vertrags 1919 an Frankreich abgetreten werden und wurde Teil des Département Moselle.
Im Zweiten Weltkrieg war die Region von der deutschen Wehrmacht besetzt.

### Demographie
| Anzahl Einwohner seit Ende des Zweiten WeLtkriegs | Anzahl Einwohner seit Ende des Zweiten WeLtkriegs | Anzahl Einwohner seit Ende des Zweiten WeLtkriegs | Anzahl Einwohner seit Ende des Zweiten WeLtkriegs | Anzahl Einwohner seit Ende des Zweiten WeLtkriegs | Anzahl Einwohner seit Ende des Zweiten WeLtkriegs | Anzahl Einwohner seit Ende des Zweiten WeLtkriegs | Anzahl Einwohner seit Ende des Zweiten WeLtkriegs | Anzahl Einwohner seit Ende des Zweiten WeLtkriegs |
| ------------------------------------------------- | ------------------------------------------------- | ------------------------------------------------- | ------------------------------------------------- | ------------------------------------------------- | ------------------------------------------------- | ------------------------------------------------- | ------------------------------------------------- | ------------------------------------------------- |
| Jahr                                              | 1962                                              | 1968                                              | 1975                                              | 1982                                              | 1990                                              | 1999                                              | 2007                                              | 2019                                              |
| Einwohner                                         | 214                                               | 209                                               | 231                                               | 238                                               | 300                                               | 266                                               | 277                                               | 305                                               |

## Sehenswürdigkeiten
- Kirche St. Michel
- Schloss (Niederungsburg), Monument historique seit 1988[3]

Grundriss des Schlosses um ca. 1880[1]
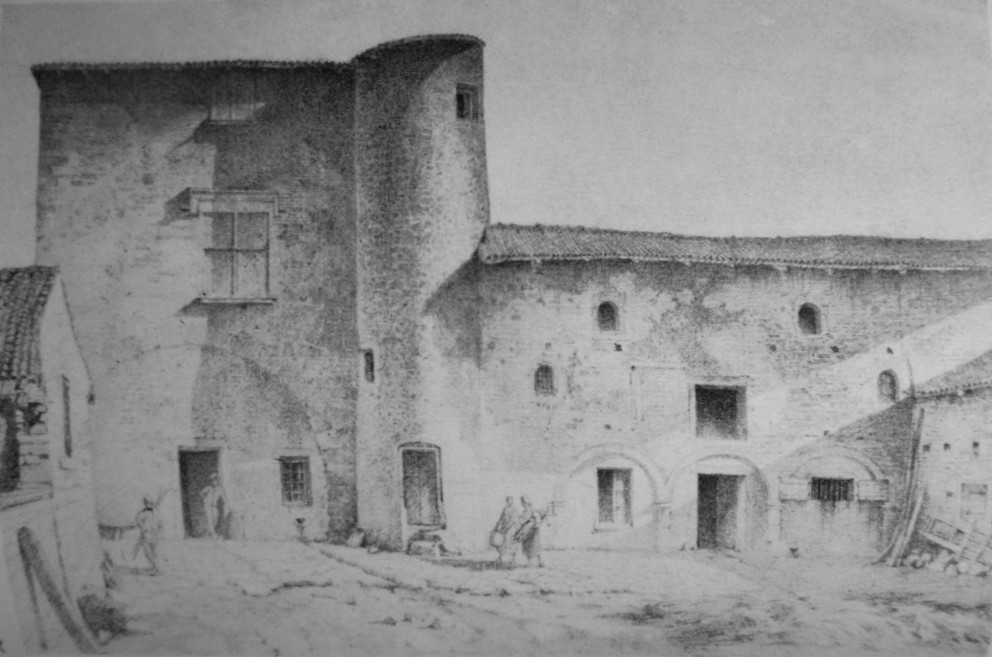
Schloss im 19. Jahrhundert
Innenhof des Schlosses um ca. 1880[1]
Wohnturm (Donjon) des Schlosses um ca. 1880[1]